# Israel de Aksum
Israel (en Ge'ez: እስራኤል ʾIsrāʾēl o ይስራኤል Yisrāʾēl, c. 590) fue un rey del Reino de Aksum, principalmente conocido a través de las monedas que se acuñaron durante su reinado.
Según el Kebra Nagast y la tradición histórica etíope, Caleb de Axum tuvo dos hijos: Gabra Masqal e Israel. Aunque S. C. Munro-Hay sostiene que Israel era hijo del rey Caleb, se le recuerda especialmente en las tradiciones etíopes, donde destaca entre otros monarcas, incluido su hermano Caleb (también conocido como Gabra Masqal).
El historiador Richard Pankhurst comenta que el nombre de este rey es un claro ejemplo de la influencia temprana del judaísmo en la cultura etíope, lo cual resalta la conexión histórica y cultural de Etiopía con las tradiciones judeocristianas.